# België op het Eurovisiesongfestival 1982
Palmarès was de Belgische preselectie voor het Eurovisiesongfestival 1982, dat gehouden zou worden in de Britse stad Harrogate.
De RTBF koos uit 160 inzendingen 18 liedjes die mochten aantreden in een omslachtige preselectie met de naam Palmarès. Die bestond uit drie kwartfinales met telkens zes kandidaten, één halve finale met zes liedjes en een finale met vier kandidaten. De voorronde nam vijf zondagen in de periode 24 januari - 21 februari in beslag. Pierre Collard-Bovy mocht de korte programma's presenteren vanuit de RTBF-studio's in Brussel. Een twaalfkoppige professionele jury duidde Stella aan als winnares. Een beslissing waarmee niet iedereen van RTBF even gelukkig was toen bleek dat de van Nederland afkomstige zangeres geen redelijk woord Frans bleek te spreken.
De gebrekkige kennis van het Frans weerhield Stella er niet van om in Harrogate een vierde plaats te bemachtigen uit 18 deelnemers. België was het enige land dat van alle deelnemers punten kreeg, 96 in totaal.

## Uitslag
| Plaats | Artiest       | Lied                     |
| ------ | ------------- | ------------------------ |
| 1      | Stella        | Si tu aimes ma musique   |
| 2      | Baxter        | Plus personne n'y croit  |
| 3      | Tiziano       | Par amour                |
| 4      | Joseph Cioppa | Vivons l'amour de demain |

## In Harrogate
In Harrogate moest België aantreden als elfde na Oostenrijk en Spanje.
Na de puntentelling bleek dat Stella op een vierde plaats was geëindigd met een totaal van 96 punten.
Nederland had drie punten over voor de inzending.

### Gekregen punten

#### Finale
| 12 punten                         | 10 punten                          | 8 punten            | 7 punten                            | 6 punten           |
| --------------------------------- | ---------------------------------- | ------------------- | ----------------------------------- | ------------------ |
|                                   | - Denemarken - Spanje              | - Cyprus - Portugal | - Joegoslavië - Zweden              | - Israël - Turkije |
| 5 punten                          | 4 punten                           | 3 punten            | 2 punten                            | 1 punt             |
| - Finland - Luxemburg - Noorwegen | - Duitsland - Ierland - Oostenrijk | - Nederland         | - Verenigd Koninkrijk - Zwitserland |                    |

### Punten gegeven door België

#### Finale
Punten gegeven in de finale:
| 12 punten | Zwitserland |
| 10 punten | Duitsland   |
| 8 punten  | Luxemburg   |
| 7 punten  | Israël      |
| 6 punten  | Oostenrijk  |
| 5 punten  | Zweden      |
| 4 punten  | Spanje      |
| 3 punten  | Cyprus      |
| 2 punten  | Noorwegen   |
| 1 punt    | Joegoslavië |

1956 · 1957 · 1958 · 1959 · 1960 · 1961 · 1962 · 1963 · 1964 · 1965 · 1966 · 1967 · 1968 · 1969 · 1970 · 1971 · 1972 · 1973 · 1974· 1975 · 1976 · 1977 · 1978 · 1979 · 1980 · 1981 · 1982 · 1983 · 1984 · 1985 · 1986 · 1987 · 1988 · 1989 · 1990 · 1991 · 1992 · 1993 · 1994 · 1995 · 1996 · 1997 · 1998 · 1999 · 2000 · 2001 · 2002 · 2003 · 2004 · 2005 · 2006 · 2007 · 2008 · 2009 · 2010 · 2011 · 2012 · 2013 · 2014 · 2015 · 2016 · 2017 · 2018 · 2019 · 2020 · 2021 · 2022 · 2023 · 2024 · 2025